# Панфіловський сільський округ (Іртиський район)
Панфіловський сільський округ (каз. Панфилов ауылдық округі, рос. Панфиловский сельский округ) — адміністративна одиниця у складі Іртиського району Павлодарської області Казахстану. Адміністративний центр — село Панфілово.
Населення — 1118 осіб (2021; 1988 у 2009, 3702 у 1999, 5076 у 1989).
Станом на 1989 рік існували Голубовська сільська рада (села Кизилсарай, Тохта), Грабовська сільська рада (села Грабово, Роте-Фане, Таскудук, Тихоновка) та Панфіловська сільська рада (села Аккудук, Корніловка, Панфілова, Точка-143). Села Точка-143, Роте-Фане та Тихоновка були ліквідовані 2001 року, село Килишбек — 2003 року, села Аккудук та Киизилсарай — 2004 року, село Таскудук — 2015 року. 2006 року Панфіловський сільський округ та Тохтинський сільський округ перетворено в сільські адміністрації. 2013 року Панфіловську сільську адміністрацію та Тохтинську сільську адміністрацію об'єднано в Панфіловський сільський округ, а 2019 року приєднано ліквідований Косагаський сільський округ.

## Склад
До складу округу входять такі населені пункти:
| Населений пункт  | Старі назви | Населення, осіб (1989) | Населення, осіб (1999) | Населення, осіб (2009) | Населення, осіб (2021) |
| ---------------- | ----------- | ---------------------- | ---------------------- | ---------------------- | ---------------------- |
| Аккудук, село    | -           | 135                    | 62                     | -                      | -                      |
| Кизилсарай, село | -           | 153                    | 83                     | -                      | -                      |
| Килишбек, село   | Корніловка  | 323                    | 186                    | -                      | -                      |
| Косагаш, село    | Грабово     | 1066                   | 984                    | 831                    | 372                    |
| Панфілово, село  | Панфілова   | 1217                   | 1082                   | 781                    | 570                    |
| Роте-Фане, село  | -           | 271                    | 79                     | -                      | -                      |
| Таскудук, село   | -           | 161                    | 148                    | 20                     | -                      |
| Тихоновка, село  | -           | 271                    | -                      | -                      | -                      |
| Тохта, село      | -           | 1424                   | 1060                   | 356                    | 176                    |
| Точка-143, село  | -           | 55                     | 18                     | -                      | -                      |